# Zanzibar (stad)
Zanzibar is de hoofdstad en veruit grootste en belangrijkste stad van het Tanzaniaanse eiland Zanzibar (ook wel Unguja genoemd). Dit eiland vormt samen met Pemba en enkele kleinere eilanden de deelstaat Zanzibar, waar het tevens de hoofdstad van is. Zanzibar-stad was de hoofdstad van de voormalige onafhankelijke Volksrepubliek Zanzibar en Pemba. De eilandengroep maakt nu deel uit van Tanzania. De bevolking wordt geschat op 600.000 personen.
De grootste attractie in de stad is het historische centrum (Stone Town) dat sinds het jaar 2000 als werelderfgoed bekendstaat bij UNESCO. Veel huizen zijn nog van koraalsteen, een aantal is de laatste tientallen jaren gerenoveerd en gerestaureerd maar veel gebouwen zijn in armoedige staat.

## Geboren in Zanzibar
- Freddie Mercury, zanger van de band Queen